# Giselher Klebe
Giselher Wolfgang Klebe (Mannheim, Alemania, 28 de junio de 1925 - 5 de octubre de 2009) fue un compositor alemán. Creó más de 140 composiciones, entre ellas se enumeran 14 óperas, 8 sinfonías, 15 conciertos solistas, música de cámara, trabajos para piano, y música sacra.

## Biografía
Klebe recibió formación musical muy temprano en su vida por parte de su madre, la violinista Gertrud Klebe. La familia se trasladó a Múnich en 1932, donde la hermana de su madre, Melanie Michaelis, continuó enseñándole música. La profesión de su padre requirió otro traslado, en 1936, a Rostock. Después de la separación de sus padres, Klebe se trasladó con su madre y hermana a Berlín. En 1938, a sus 13 años, bosquejó sus primeras composiciones. En 1940 comenzó los estudios de violín, viola, y composición, apoyado por una beca de la ciudad de Berlín.
Después de que cumpliese su Reichsarbeitsdienst (en español: Servicio de trabajo), Klebe fue reclutado para el servicio militar con el rango de Signalman. Después de la Rendición alemana, fue tomado prisionero de guerra por las fuerzas rusas, pero debido a su mala salud pronto fue liberado. El 10 de septiembre de 1946 se casó con la violinista Lore Schiller; con quien tuvo dos hijas, Sonja Katharina y Annette Marianne. Su esposa escribió más tarde los libretos de algunas de sus óperas.
Una vez recuperado continuó sus estudios de música en Berlín (1946-1951), primero bajo tutoría de Joseph Rufer, después en las clases de Boris Blacher. Trabajó para la estación de radio Berliner Rundfunk hasta 1948, cuando comenzó a trabajar a tiempo completo como compositor.
En 1957, tuvo éxito con Wolfgang Fortner como docente para los temas de teoría de la composición y de la música en el Hochschule für Musik Detmold. Lo designaron profesor en 1962; muchos compositores bien conocidos fueron pupilos suyos, como por ejemplo Hans Martin Corrinth, Theo Brandmüller o Matthias Pintscher.
En 1964 Klebe fue designado miembro del West Berlin Akademie der Künste (Academia de las Artes). En 1965 recibió el Westfälischer Musikpreis (más adelante nombrado Hans-Werner-Henze-Preis). En el 2002, la ciudad de Detmold, en donde vivió sus últimos años, lo nombró ciudadano honorario.

## Obras
| Opus | Título                                                     | Categoría           |
| ---- | ---------------------------------------------------------- | ------------------- |
| 4    | Piano sonata                                               | Piano sonata        |
| 7    | Die Zwitschermaschine                                      | Obra orquestral     |
| 13   | Wiegenlieder für Christinchen                              | Obra de piano       |
| 22   | Elegia appassionata                                        | Trio de piano       |
| 25   | Die Räuber                                                 | Ópera               |
| 26   | 4 Inventions                                               | Obra de piano       |
| 27   | Die tödlichen Wünsche (Los deseos mortales)                | Ópera               |
| 29   | Cello concert no. 1                                        | Concierto de chelo  |
| 32   | Die Ermordung Cäsars (El asesinato del César)              | Ópera               |
| 36   | Alkmene                                                    | Ópera               |
| 37   | Adagio and Fuge with a motif from Richard Wagner's Walküre | Obra orquestral     |
| 39   | 9 Duettini per pianoforte e flauto                         | Dúo                 |
| 40   | Figaro lässt sich scheiden (Figaro Gets Divorced)          | Ópera               |
| 49   | Jacobowsky und der Oberst (Jacobovsky y el Coronel)        | Ópera               |
| 50   | Concerto a cinque                                          | Concierto           |
| 53   | Symphony no.3 (1966)                                       | Sinfonía            |
| 55   | Das Märchen von der schönen Lilie                          | Ópera               |
| 61   | Das Testament                                              | Obra orquestral     |
| 69   | Ein wahrer Held (Un héroe de verdad)                       | Ópera               |
| 70   | Nenia                                                      | Música de cámara    |
| 72   | Das Mädchen aus Domrémy                                    | Ópera               |
| 73   | Orpheus                                                    | Obra orquestral     |
| 75   | Symphony no.5 (1976–77)                                    | Sinfonía            |
| 76   | 9 Piano pieces for Sonja                                   | Obra de piano       |
| 78   | Das Rendezvous                                             | Ópera               |
| 82   | Der Jüngste Tag                                            | Ópera               |
| 87   | String qartet No. 3                                        | Cuarteto            |
| 90   | Die Fastnachtsbeichte (Confesión de Carnaval)              | Ópera               |
| 91   | Feuersturz                                                 | Obra de piano       |
| 103  | Glockentürme                                               | Obra de piano       |
| 111  | Nachklang                                                  | Obra de piano       |
| 119  | Gervaise Macquart                                          | Ópera               |
| 120  | Symphony no.6 (1996)                                       | Sinfonía            |
| 133  | Mignon                                                     | Concierto de violín |
| 134  | Chara                                                      | Dúo                 |
| 149  | Chlestakows Wiederkehr (El retorno de Khlestakov)          | Ópera               |